# Сельское поселение «Село Передел»
Се́льское поселе́ние «Село́ Переде́л» — муниципальное образование в составе Медынского района Калужской области России.
Административный центр — село Передел.

## История
Статус и границы сельского поселения установлены Законом Калужской области от 1 ноября 2004 года № 369-ОЗ «Об установлении границ муниципальных образований, расположенных на территории административно-территориальных единиц "Думиничский район", "Кировский район", "Медынский район", "Перемышльский район", "Сухиничский район", "Тарусский район", "Юхновский район", и наделении их статусом городского поселения, сельского поселения, муниципального района».

## Население
| 2010 | 2012 | 2013 | 2014 | 2015 | 2016 | 2017 |
| ---- | ---- | ---- | ---- | ---- | ---- | ---- |
| 357  | ↘347 | ↘326 | ↘316 | ↘308 | ↘294 | ↘293 |
| 2018 | 2019 | 2020 | 2021 |      |      |      |
| ↘285 | ↘278 | ↘274 | ↗287 |      |      |      |

## Состав сельского поселения
| №  | Населённый пункт | Тип населённого пункта       | Население |
| -- | ---------------- | ---------------------------- | --------- |
| 1  | Дунино           | деревня                      | 27        |
| 2  | Жихарево         | деревня                      | 0         |
| 3  | Ильинка          | деревня                      | 10        |
| 4  | Лапино           | деревня                      | 8         |
| 5  | Манино           | деревня                      | 1         |
| 6  | Незамаево        | село                         | 5         |
| 7  | Никольское       | село                         | 30        |
| 8  | Передел          | село, административный центр | 251       |
| 9  | Похожаево        | деревня                      | 4         |
| 10 | Рахманино        | деревня                      | 8         |
| 11 | Семено           | деревня                      | 0         |
| 12 | Сосновцы         | деревня                      | 4         |
| 13 | Таракановка      | деревня                      | 0         |
| 14 | Филатово         | деревня                      | 7         |
| 15 | Ширяево          | деревня                      | 2         |